# 1000 Funerals
1000 Funerals war eine von 2005 bis 2012 aktive Funeral-Doom-Band.

## Geschichte
Der in Tehran lebende Metal-Musiker und Multiinstrumentalist Hamid Avinar Malekzadeh As alias „Emerna“ gründete 1000 Funerals als eines von mehreren Solo-Projekte im August 2005. Neben Avinar, Shab und Hamid MzA, die unterschiedlichen Stilen nachgingen, arbeitete er 1000 Funerals als Funeral-Doom-Projekt aus. Da er im Konflikt mit der iranischen Metal-Szene stand, von der er glaubte, dass sie sein Debüt ablehnen würde, stellte er eine erfundene Band mit vier Mitgliedern vor, und gab seinen eigenen Namen als den eines Gastmusikers an. Er ersann die Legende von der Sängerin „Pixey“, die die Band aufgrund einer späteren Hochzeit und der ablehnenden Haltung ihres Mannes gegenüber der Musik verlassen musste. Im Dezember des Gründungsjahres veröffentlichte 1000 Funerals das Debüt Portrait of a Dream im Selbstverlag. Bald darauf ließ „Emerna“ das Projekt pausieren und konzentrierte sich auf andere Projekte. Im Jahr 2010, angeregt durch den Freund „Emerna“s Haamoon Heyrat, wurde 1000 Funerals unter dessen weiterer Beteiligung reaktivierte. Nachkommend schloss das Projekt einen Vertrag mit dem russischen Label Silent Time Noise, wo 2011 das zweite Album Butterfly Decadence erschien und 2012 sodann ebenfalls das Debüt wiederveröffentlicht wurde. Nach diesen Veröffentlichungen beendete „Emerna“ erneut die Aktivität mit 1000 Funerals.
Nachdem beide Alben über das russische Label erschienen wurden sie international Rezipiert. Die Rezensionen fielen positiv bis überschwänglich aus. Rezensenten äußerten sich zu der Musik von der Beurteilung als „nicht unbedingt notwendig, aber eine Probe wert“ bis zu der Wertung als „einfach erhabener Funeral-Doom“.

## Stil
Die von 1000 Funerals gespielte Musik wird dem Funeral Doom zugerechnet. Dem Webzine Doom-Metal.com zur Folge ist die Musik der „langsamen, düsteren und romantischen“ Seite des Genres zuzurechnen. Zum einordnenden Vergleich wird dort, sowie in Rezensionen auf unterschiedliche Genre-Vertreter verwiesen, darunter Shape of Despair, Thergothon Mournful Congregation und Pantheist.
1000 Funerals nutzt ein „geschwungenes, ausladendes Keyboardspiel“ mit dem Anschein orchestraler Arrangements aus Flöten und Streichern sowie eine „sanft repetitives“ Perkussion als Hintergrund vor dem sich gemächliches Riffing der Gitarre und ein leises und zurückgenommenes Growling, das einen Eindruck zwischen Growling, Chanting und Klargesang hinterlässt, ausbreiten.

## Diskografie
- 2005: Portrait of a Dream (Album, Selbstverlag, 2012 Wiederveröffentlichung Silent Time Noise)
- 2011: Butterfly Decadence (Album, Silent Time Noise)